# Giorgio Ambrosoli
Giorgio Ambrosoli, né le 17 octobre 1933 à Milan et mort le 11 juillet 1979 à Milan, est un avocat italien.

## Biographie
Giorgio Ambrosoli était le commissaire liquidateur de l'empire bancaire de Michele Sindona. Parce qu'il avait trouvé des preuves de manipulations criminelles, il fut assassiné à Milan le 11 juillet 1979. Michele Sindona a été condamné à la prison à perpétuité pour cet homicide en 1986, mais il est mort deux jours après, empoisonné dans sa cellule,.